# Murder in the Mews
Murder in the Mews (Assassinato no Beco, no Brasil / Crime nos Estábulos ou Morte Encenada, em Portugal) é um livro escrito por Agatha Christie, publicado em 1937. É formado por quatro novelas, todas elas protagonizadas pelo detetive belga Hercule Poirot.

## Novelas que compõem a obra
- Murder in the Mews (Assassinato no Beco)
- The Incredible Theft (O Roubo Inacreditável)
- Dead Man's Mirror (O Espelho do Morto)
- Triangle at Rhodes (Triângulo de Rhodes)